# Alessandra Basso
Alessandra Basso (Treviso, 14 marzo 1967) è una politica italiana.

## Biografia
È nata a Treviso, dove si è diplomata al Liceo classico Pio X nel 1986. Vive e lavora a Bologna, nella cui università si è laureata in giurisprudenza nel 1992. È iscritta all'albo degli avvocati di Bologna dal 15 dicembre 1997.

### Attività politica
Nel 2019 viene eletta eurodeputata con la Lega. Membro della Commissione per il mercato interno e la protezione dei consumatori. Membro titolare delle commissioni IMCO e AIDA, Intelligenza Artificiale, membro sostituto nelle commissioni JURI e DEVE, membro titolare dell'Assemblea parlamentare paritetica ACP-UE.